# Tiberiu Dimitrie Babeu
Tiberiu Dimitrie Babeu (n. 26 octombrie 1935, Timișoara, România – d. 30 octombrie 2018, Timișoara, România) a fost un inginer mecanic român, profesor la Universitatea Politehnica Timișoara.

## Biografie
Tiberiu Dimitrie Babeu s-a născut la 26 octombrie 1935, la Timișoara. A urmat Colegiul Național „Constantin Diaconovici Loga” din Timișoara, trecând examenul de  bacalaureat în 1953. În continuare, s-a înscris la Facultatea de Mecanică a Politehnicii din Timișoara obținând titlul de inginer  în 1958. Și-a susținut teza de doctorat cu titlul Contribuții la studiul solicitărilor din zalele de lanț.
După terminarea facultății, în perioada 1958–1962 a fost încadrat inginer la Întreprinderea de Reparații Auto din Timișoara. În anul 1962, a intrat în învățământul universitar la Catedra de rezistența materialelor din cadrul Universitatea Politehnica Timișoara. A parcurs toate treptele universitare: asistent (1962–1969), șef de lucrări (1969–1976), conferențiar (1976–1990), profesor din 1990, fiind șef al catedrei de Rezistența materialelor din Universitatea Politehnica din Timișoara (1991 - 2000).
în perioada 1992–1993 a fost profesor universitar invitat la Universitatea din Artois și în 1998 la Institutul universitar de tehnologie din Béthune din cadrul aceleiași universități, Franța. A fost profesor emerit al Universității Politehnica din Timișoara. A publicat, în țară și străinătate, peste 300 de lucrări științifice din domeniile în care a activat.
Profesorul Tiberiu Babeu a fost membru fondator și titular al Academiei de Științe Tehnice din România, membru în Consiliul Director al Asociației Generale a Inginerilor din România și președinte A.G.I.R, Sucursala Timiș.
Pentru cercetările sale Tiberiu Babeu a primit numeroase premii, printre care  Premiul Ministerului Învățământului în Construcții (în colectiv, 1964); Premiul Ministerului Educației și Învățământului în Construcții de Mașini (în colectiv, 1968); Premiul Aurel Vlaicu al Academiei Române (1994); Premiul AGIR - Secțiunea Inginerie metalurgică (în colectiv, 1997); Premiul de excelenta al Societății de Rezistența Materialelor din cadrul AGIR, SRM - AGIR (1998, 2005); Diploma de Excelenta a Universității Eftimie Murgu din Reșița (2001); Premiul Opera Omnia, Filialele Cluj și Reșița ale AGIR și SRM - AGIR (2003); Diploma AGIR - Filiala Cluj a AGIR (2002, 2005, 2010 și 2015); Diploma și membru de onoare al Societății Experților Tehnici Extrajudiciari și Consultanți SETEC - AGIR.

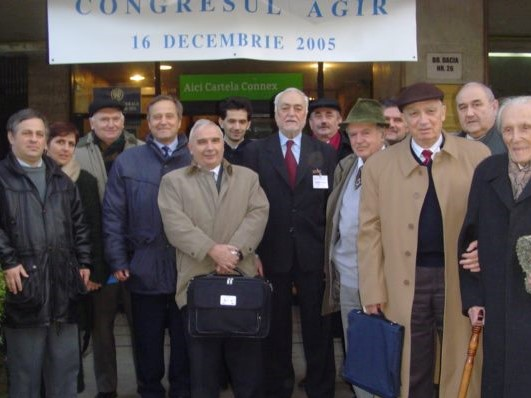
Mihai Mihăiță, președinte al AGIR, președinte al ASTR, Tiberiu Babeu președinte al AGIR, Sucursala Timiș, membru fondator al ASTR, cu delegații participanți la congres în anul 2005 și Mircea Bejan președinte al AGIR, Sucursala Cluj
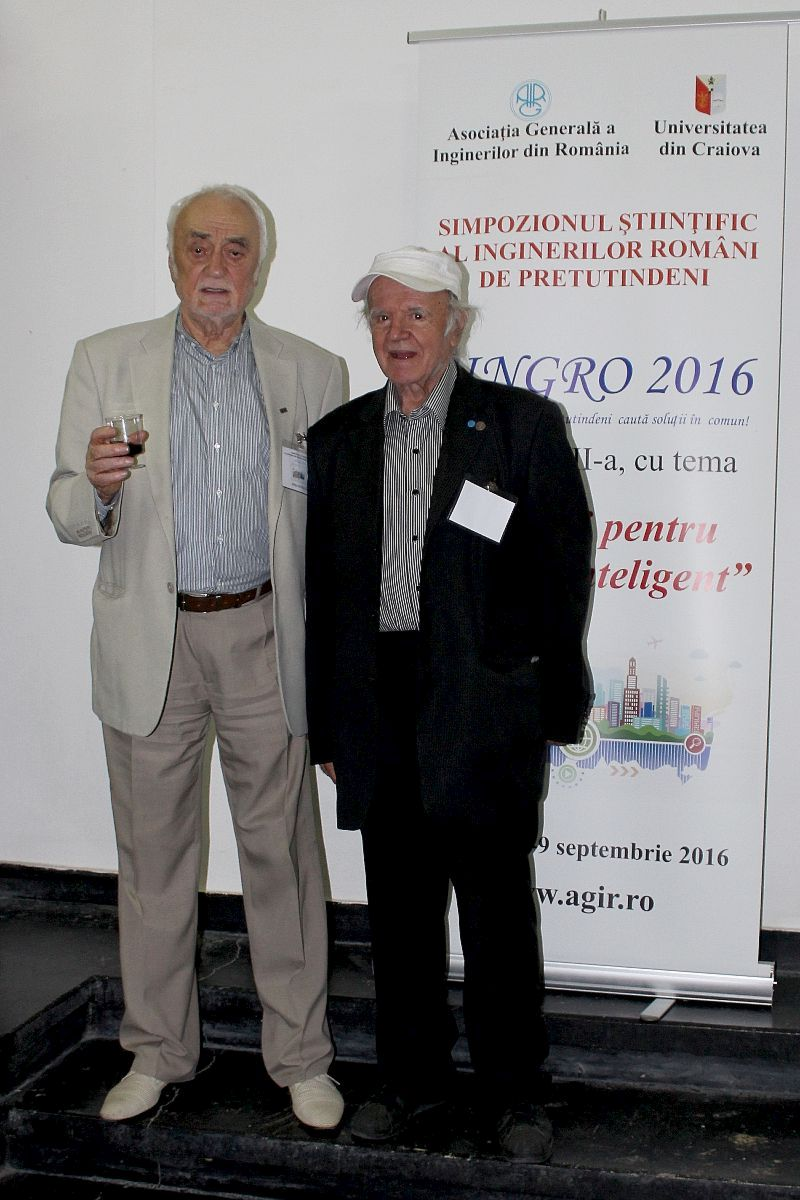
Mihai Mihăiță și Tiberiu Babeu la SINGRO 2016
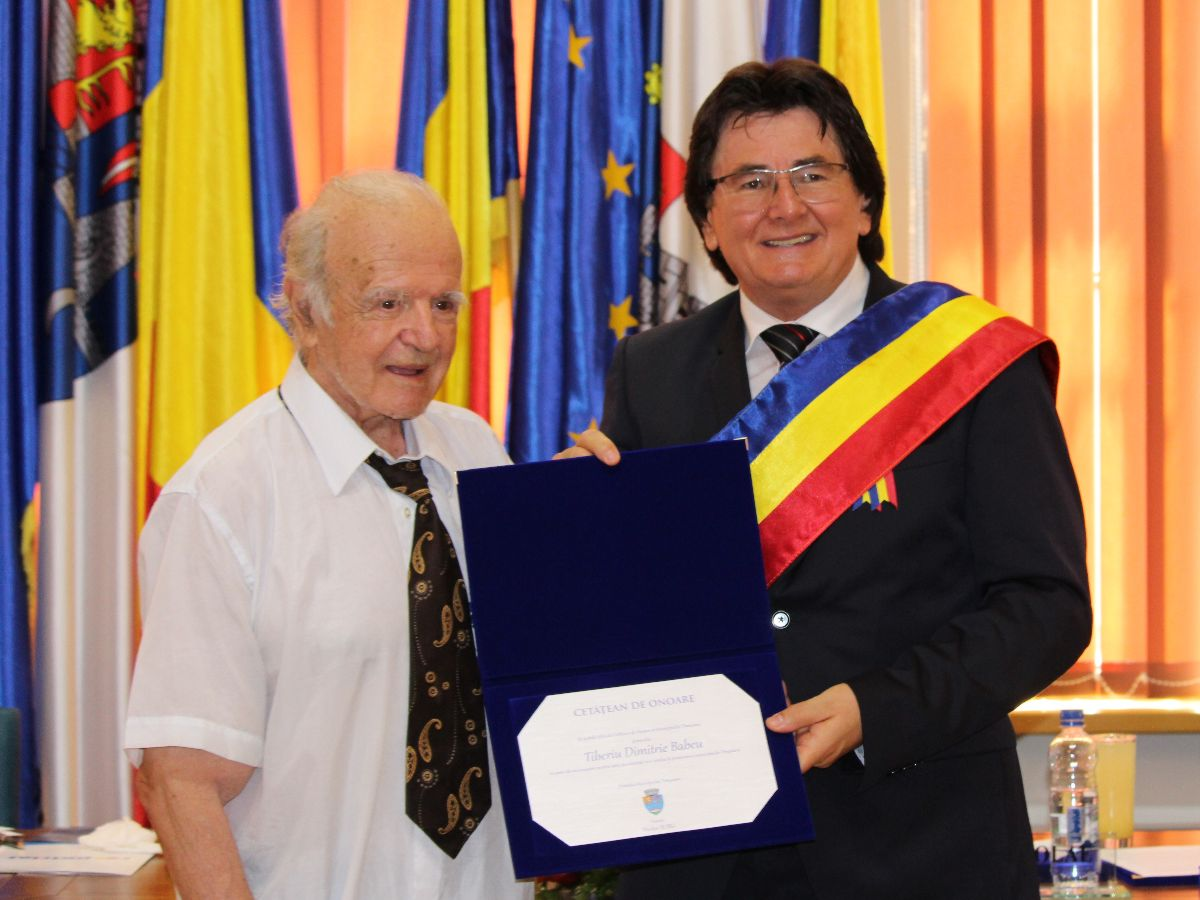
Înmânarea titlului de Cetăţean de onoare al Timișoarei lui Tiberiu Babeu de către primarul Nicolae Robu la 3 august 2017